# Мурфатлар
Мурфатлар (рум. Murfatlar) град је у у југоисточном делу Румуније, у историјској покрајини Добруџа. Мурфатлар је град у округу Констанца.
Мурфатлар је према последњем попису из 2002. године имао 10.857 становника.

## Географија
Мурфатлар је смештен у средишњем делу Добруџе. Од главног града државе, Букурешта, град је удаљен 200 километара источно. Седиште округа и Добруџе, град Констанца, налази се 20 километара источно.
Град на налази на каналу Чернавода-Негру Вода, на месту где канал нагло мења правац како би заобишао густо насељено подручје источно. Град је саобраћајно добро постављен на важном саобраћајном правцу Букурешт - Констанца.

## Становништво
У односу на попис из 2002, број становника на попису из 2011. се смањио.
| 1992.  | 2002.  | 2011.  |
| ------ | ------ | ------ |
| 10.742 | 10.857 | 10.216 |

Мурфатлар се налази у национално мешовитој Добруџи. Мада Румуни чине претежно становништво (88,3%), у малом уделу су присутни и Татари (9,7%) и Роми (1,5%).